# Projet Kahu

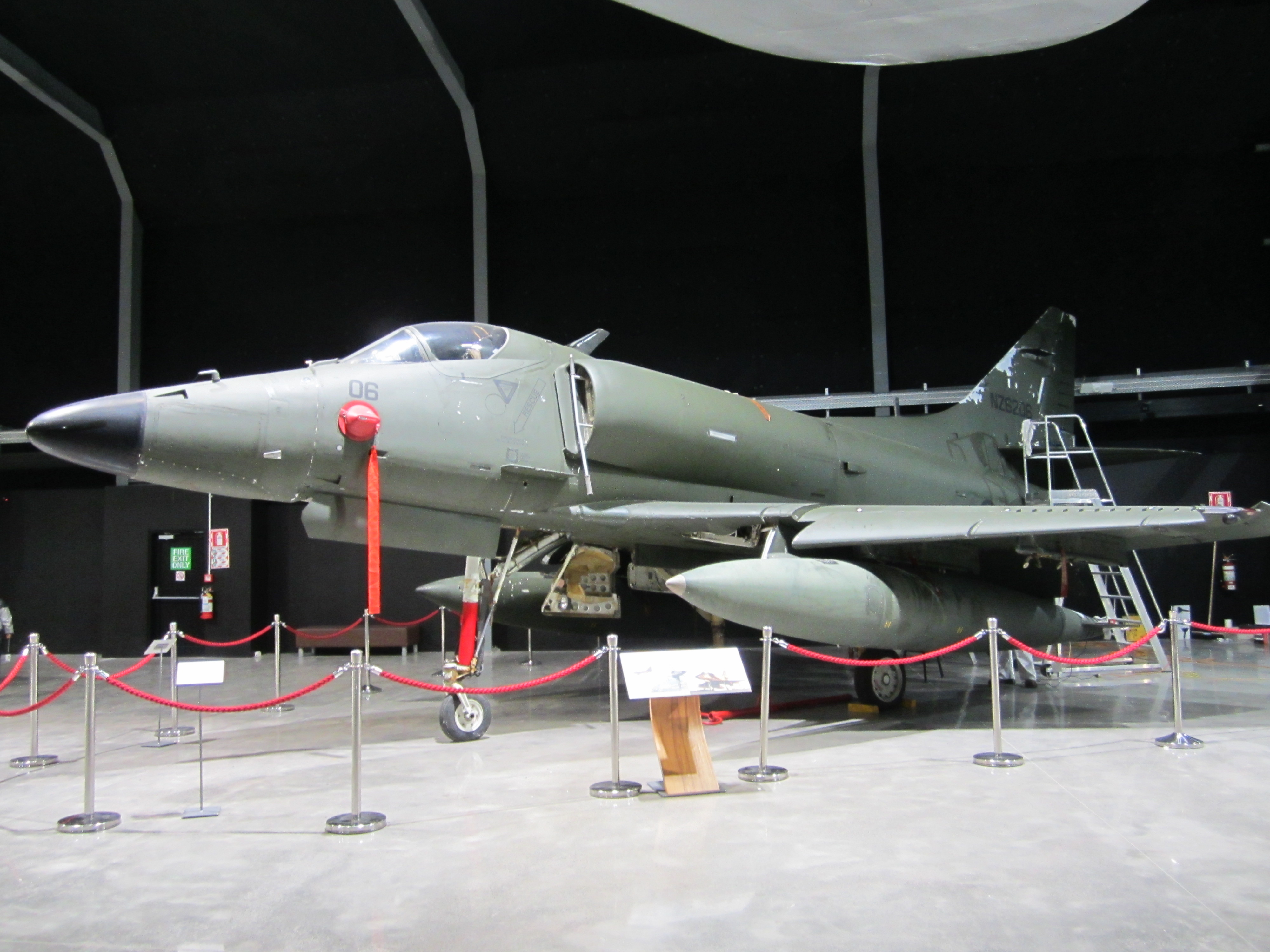
Un A-4K en exposition au Musée du transport et de la technologie, à Auckland.

Le projet Kahu (en anglais : project Kahu) était une mise à jour majeure pour l'avion d'attaque léger Douglas A-4 Skyhawk pour la Royal New Zealand Air Force (RNZAF). Le projet reçut son nom d'après l'oiseau de proie busard de Gould, ou Kāhu en maori.

## Histoire
Le projet fut accepté en 1983, lorsqu'une analyse de la Défense détermina qu'il serait plus pratique d'améliorer des avions existants que de les remplacer. Des appels d'offres furent publiés dès le mois de mai 1984, et des contrats furent attribués en mars 1986 à Lear Siegler (en), pour le développement, et à un site du britannique Smith's Industries à Grand Rapids (Michigan), comme contractant principal. De nombreux contractants locaux furent impliqués dans le programme. Le projet incluait l'installation d'un radar Westinghouse AN/APG-66 (en) optimisé pour la poursuite maritime, des commandes de type HOTAS et une planche de bord tout écran (deux grands écrans à tube cathodique), un bus de données à la norme MIL-STD-1553B, un système de navigation inertielle LN-93 de Litton Industries, un affichage tête haute Ferranti 4510 à grand angle, le système d'enregistrement vidéo aéroporté Vinten, le système d'alerte radar ALR-66 de General Instrument, et un éjecteur de paillettes/fusées Tracor ALR-39.
Certaines parties des ailes reçurent un nouveau revêtement et quelques éléments structurels furent reconstruits, tandis que le câblage de l'avion fut intégralement remplacé. Grâce aux avancées technologiques en matière de miniaturisation, il fut possible d'intégrer ces systèmes électroniques supplémentaires entièrement dans le fuselage, sans nécessiter l'installation d'une bosse dorsale comme en avaient certaines versions du Skyhawk original. Les Skyhawks modifiés selon les directives Kahu pouvaient être reconnus grâce à une antenne ILS en forme de lame installée sur le bord d'attaque de leur dérive. L'avion reçut également des mises à jour d'armement, incluant la capacité à tirer les missiles AIM-9L Sidewinder et AGM-65 Maverick, ainsi que la bombe guidée laser GBU-16 Paveway II (en).
Le coût du projet fut de 140 millions de dollars néo-zélandais (346 millions, valeur 2018) et procura aux Skyhawks de la RNZAF les « yeux et les oreilles » électroniques d'avions modernes, tels que les F-16 et F/A-18 pour seulement un sixième de leur prix. Ils furent retirés du service en 2001 et furent placés en stockage, en attente d'être vendus.

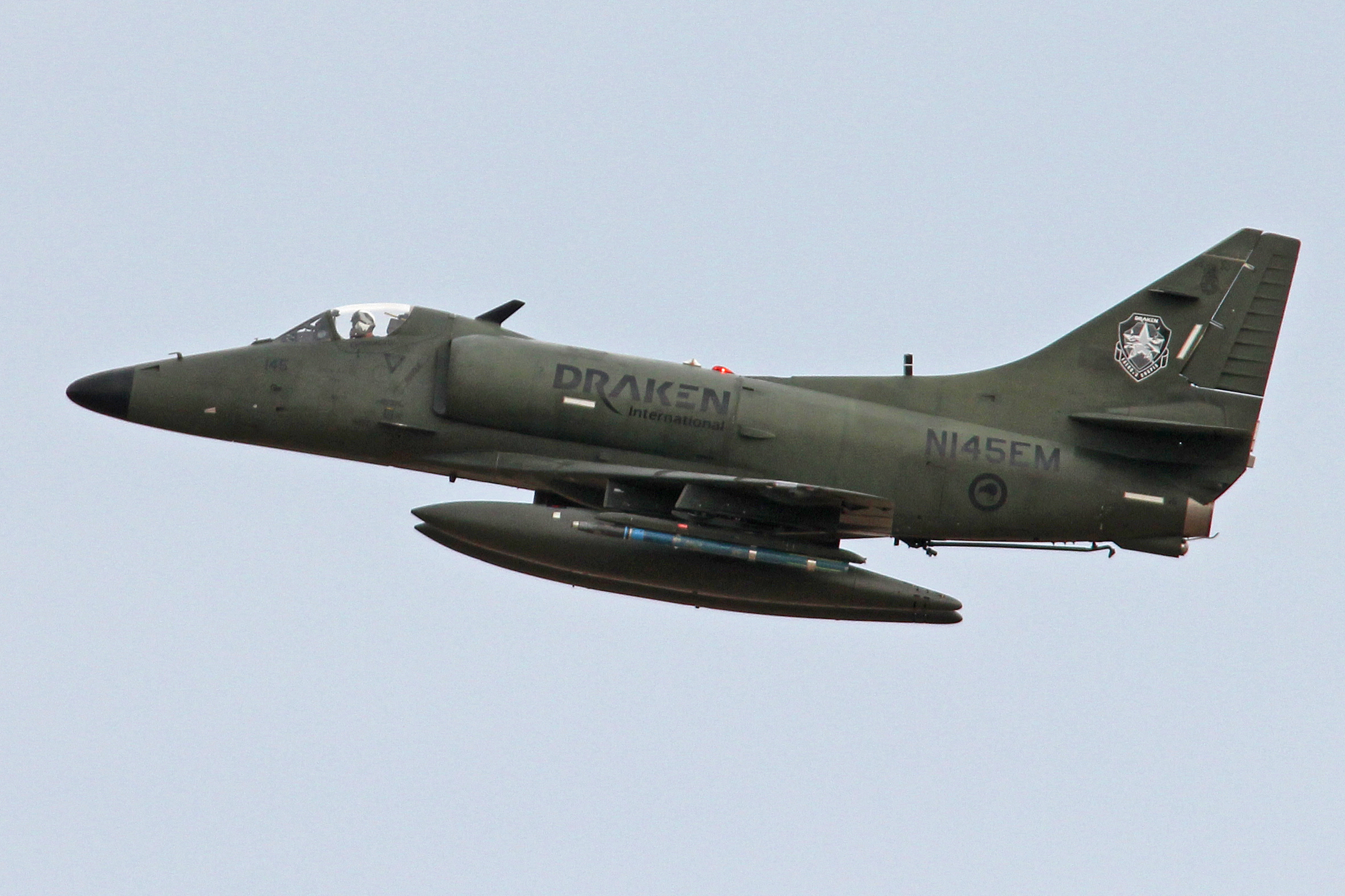
Un A-4K aux couleurs de Draken International, le 3 mars 2016 dans le ciel de Nellis Air Force Base.

En 2012, la société Draken International signa un accord avec le gouvernement néo-zélandais pour l'achat de huit A-4K ainsi que d'autres équipements et des accessoires divers. Les avions restants furent donnés à des musées en Nouvelle-Zélande et en Australie.